# Germund Wirgin
Germund Wirgin, född 13 april 1868 i Eslöv, död 31 maj 1939, var en svensk läkare.
Wirgin blev 1888 student vid Uppsala universitet, avlade medicine licentiatexamen 1898 och företog kort därefter en utländsk studieresa, varunder bakteriologiska och hygieniska studier ett halvt år bedrevs i Berlin och Halle an der Saale. Han var 1899–1904 amanuens vid Karolinska institutets hygieniska avdelning och från 1902 därjämte docent i allmän hälsovårdslära där, efter att ha försvarat doktorsavhandlingen Zur Wirkung des Æthylalkohols auf Microorganismen. Liksom arbetet Vergleichende Untersuchung über die keimtödtenden und die entwickelungshemmenden Wirkungen von Alkoholen der Methyl-, Æthyl-, Propyl-, Buthyl- und Amylreihen (1904) publicerades avhandlingen i "Zeitschrift für Hygiene". 
Wirgin biträdde som amanuens Ernst Almquist med ledningen av de hygieniska demonstrationerna för de medicine studerande och hade både då och senare flera kortare förordnanden att uppehålla professuren i ämnet. Åren 1904–06 tjänstgjorde Wirgin som läkaramanuens hos Medicinalstyrelsen och fullgjorde därunder bland andra uppdrag flera gånger förordnande som styrelsens ombudsman liksom, under två års tid, det som föreståndare för vaccindepån i Stockholm. Åren 1906–14 verkade han som bostadsinspektör i huvudstaden och förestod under tiden flera gånger tillika sundhetsinspektörsbefattningen där. Under tiden 1903–15 tjänstgjorde han som marinläkare i olika grader i flottan och dess reserv och var 1915–23 förste marinläkare i Marinläkarkåren. Åren 1914–33 var han den förste innehavaren av professuren i hygien och bakteriologi vid Uppsala universitet. Han utnämndes 1921 till ledamot av kommittén för yrkeshygien vid Internationella arbetsbyrån i Genève.
Wirgin var av Kungl. Maj:t förordnad till ledare av undervisningen i hälsolära vid vetenskapliga sommarkurser i alkohologi och hälsolära för folkskollärare 1910–16. Åren 1905, 1907, 1909, 1913 och 1915 var han lärare i militär hälsovårdslära vid militärläkarkurserna i Stockholm, sommaren 1916 i militärhygien vid kursen för värnpliktiga läkare samt 1906 och 1919 i navalhygien och bakteriologi vid marinläkarkurserna dessa år. Vid Högre lärarinneseminariet i Stockholm var han 1908–12 lärare i hälsolära och skolhygien. Han undervisade 1910–11 i bland annat hälsovårdslagstiftning vid Centralförbundets för socialt arbete kurser samt deltog i ledningen av och föreläste vid kurser i hygien för läkare. 
Wirgin utövade även mångsidig verksamhet som praktisk hygieniker och flitig författare. Synnerligen omfattande är hans i Stockholms stads hälsovårdsnämnds tryckta årsberättelser för 1906–13 såsom bostadsinspektör lämnade redogörelser. Man får där i detalj lära känna de betydande hygieniska missförhållanden i de fattigas bostäder, som upptäcktes och i stor utsträckning även avhjälptes genom inspektionens försorg, samt de förebyggande åtgärder, som vidtogs vid besiktning av nyuppförda bostäder. De bostäder, vilka var föremål för inspektörens åtgöranden, uppgick somliga år till långt över 1000. Flera föredrag över bostadsinspektion samt redogörelser för intressanta fall ingår även i "Hygienisk Tidskrift" och andra publikationer. Särskilt behandlade Wirgin de skadliga följderna av fukt, den naturliga luftväxlingen, åtgärder mot smittsamma sjukdomar och överbefolkning. 
År 1912 var Wirgin förordnad att som sakkunnig biträda Medicinal- och Lantbruksstyrelserna vid utarbetande av förslag till statsåtgärder mot nötkreaturtuberkulosen. Han var 1913–19 ledamot av arsenikkommissionen och publicerade i dess 1919 utgivna betänkande flera av honom ensam eller i samarbete med andra utförda undersökningar över betingelserna för utveckling av arsenikhaltig gas genom mögel i bostäder, den arsenikhaltiga gasens toxicitet, mögelsvamparnas förekomst i bostäder och andra hithörande frågor. 
I augusti till september 1915 studerade Wirgin i Ostpreussen, norra Frankrike och Belgien  under fälttjänst åtgärderna för att förebygga epidemiska sjukdomar i krig och redogjorde för dessa studier i "Tidskrift för militär helsovård" (1915). Där meddelade han även (1919) tillsammans med John Naeslund experimentella undersökningar rörande Improviserade desinfektionsanordningar i fält. Wirgin redigerade Hälsovårdsföreningens i Stockholm förhandlingar för åren 1901–12, var redaktör för "Hygienisk Tidskrift", senare "Nordisk Hygienisk Tidskrift", 1919–25 och skrev artiklar i Nordisk familjebok. Han var från 1918 ledamot av Krigsvetenskapsakademien och av Arméns sjukvårdsstyrelses vetenskapliga råd.
Wirgin gravsattes på Solna kyrkogård 7 juni 1939.